# 豎琴
豎琴，是一種大型撥弦樂器，是現代管弦樂團的重要樂器之一。豎琴可作獨奏、重奏和合奏，屬多功能的複音樂器。其流傳地區甚廣，在歐洲、美洲和亞洲等地區亦有出現豎琴類的樂器。豎琴在古埃及稱為貝尼琴，古希臘和古羅馬稱為里拉琴，中國又有一種稱之為箜篌的豎琴。

## 歷史

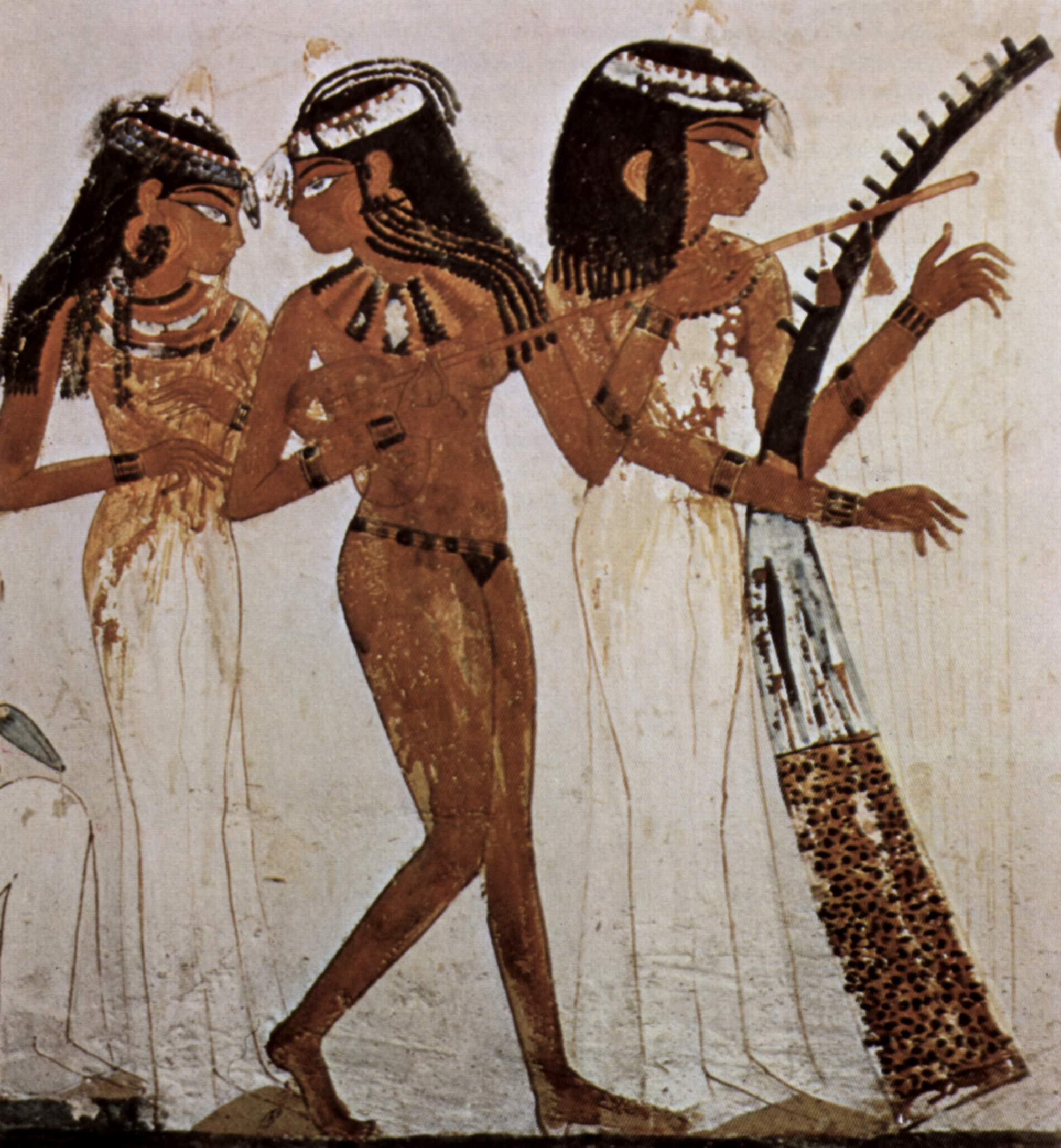
古埃及图特摩斯四世纳赫特墓壁畫《三个女乐师》

豎琴在各個古文明地區均有所發現，其來源已很難追究，但普遍認為其靈感從弓演變而來。最早的紀錄至少可追溯到西元前3500年的美索不達米亞地區，在蘇美人聚居的烏爾城，現代考古學家從葬坑和皇家陵墓中挖掘出一些古代豎琴。
古埃及將豎琴視之為神聖的樂器，用於宗教儀式。後來此古老樂器傳入歐洲、美洲和亞洲等地區。《聖經》亦有記載大衛王彈奏豎琴。而歐洲，豎琴最早出現在愛爾蘭。無論如何，豎琴在大約一千年前已有相當程度的流行。
中世紀時，遊吟詩人已使用稱為巴地克的豎琴，使其風行整個歐洲。不過直到17世紀的歐洲，豎琴仍未發展完全。1720年，德國的霍布如克（Jacob Hochbrucker）設計了裝置了五個踏板的豎琴，以踏板控制弦鉤。1810年，法國鋼琴製造家艾拉爾德（Sébastien Érard）發明了現代化的7踏板豎琴。其後在1897年，另一法國人亦發明半音豎琴。豎琴在法國得以被推廣，更成為管弦樂的撥弦樂器之一。在豎琴音樂大賽方面，法國是第一個舉辦豎琴音樂大賽的國家，而第一個舉辦世界音樂豎琴大賽的國家是以色列。

### 其他用途

愛爾蘭國徽

豎琴自17世紀開始被用於政治之上，主要用於識別愛爾蘭地區。在1922年愛爾蘭獨立後，被用於國家的紋章以及愛爾蘭總統的印章。現今英國皇家徽章與皇家旗上仍有藍底金豎琴圖案代表北愛爾蘭。

## 構造
豎琴形狀大致呈三角框形弓狀，早期豎琴只有按自然音階排列方式的少數弦。其後，弦數增加，亦設共鳴箱，外形線條變得華麗優美。豎琴的弦一端與琴體（共鳴箱）以一定角度立交連接。現其種類大致可分為：
- 拉丁式：最原始豎琴，無法轉變調性。
- 愛爾蘭式：種類款式最多，可用手改變調性。
- 踏板式：47條不同長度的弦由橫樑拉到共鳴板，使用腳改變調性。

## 音色、奏法
豎琴演奏要雙手並用，但不用小指。豎琴的音色與鋼琴相似，不過比較輕柔飄逸。豎琴有幾種特殊的奏法，分別是：
- 泛音：使音色清澈透明，比原音高八度
- 滑音：使音色發揮獨特的和聲效果
- 濁音：使音色鏗鏘有力

## 錄音推薦
- Pilot, Ann Hobson. Jackson, Isaiah.  (CD). KOCH. 1994. 3-7261-2.
- Zabaleta, Nicanor.  (CD). Favorit. Deutsche Grammophon. 429 073-2.
- Zoff, Jutta. Rögner, Heinz.  (CD). Deutsche Schallplatten. 32TC-38.